# Kovács Krisztina (dramaturg)
Kovács Krisztina (Veszprém, 1977. –) Roboz Imre-díjas dramaturg, műfordító, forgatókönyvíró, tanár. 
2006-2011 között a Radnóti Miklós Színház dramaturgja, 2009–2016 között és 2021-től a Vígszínház vezető dramaturgja. 2004–2010 között a Színház- és Filmművészeti Egyetemen, 2008–2012 között a Balassi Intézetben, és párhuzamosan, több éven át a Károli Gáspár Református Egyetemen oktatott drámatörténetet, valamint kortárs magyar színház és dráma ismereteket. 
Négy éven át Pintér Béla Társulatnál, majd négy évig a Radnóti Színházban dolgozott, ezután hét évet töltött a Vígszínház társulatában, ahol vezető dramaturg volt. 2016-tól öt évig szabadúszóként dolgozott, majd ismét a Vígszínház vezető dramaturgja lett. Életpályája során több sikeres műfordítást és adaptációt készített különféle színházak számára, emellett forgatókönyveket írt, műsort szerkesztett és kortárs drámairodalmat, illetve színháztörténetet tanított.
Nagy sikerű filmek, sorozatok és színdarabok, többek között a Terápia, a Korhatáros szerelem, a Drága örökösök és a Bátrak földje forgatókönyvírója, az Apacsok című film forgatókönyvírója és az azonos című színdarab dramaturgja.
„A kortárs színház minden rétegét jól ismerő író-alkotó, aki társulatok és rendezők sokaságával dolgozva az írás erejét képes megmutatni független és kőszínházi közegben létrehozott színházi munkáiban”.

## Életpályája

### 2006-ig
Veszprémben a Csermák Antal Zeneiskolába járt, ahol zongorát és klasszikus gitárt tanult. A veszprémi Lovassy László Gimnázium speciális matematika tagozatán érettségizett 1995-ben. 1995–2000 között a Pécsi Tudományegyetem Bölcsészettudományi Karán tanult magyar (általános nyelvészet) és kommunikáció (kulturális antropológia) szakon, ahol a színházi specializációt választotta és színházkritikákat írt a Campusba és az Echóba. 2000–2005 között a Színház- és Filmművészeti Egyetem színháztudomány szakos hallgatója volt, mellette 2000–2002 között a Vígszínház Drámaíró műhelyében is tanult. 2006–2010 között a Színművészeti Egyetem doktorandusz hallgatója volt.
1998–2000 között a Pécsi Harmadik Színháznál afféle mindenesként súgó, ügyelő, dramaturg és rendezőasszisztens feladatokat látott el, sőt néha játszott is. Közreműködött többek között Werner Schwab Elnöknők és Spiró György Szappanopera című darabjainak színrevitelében.
A színművészetis évek alatt, 2002–2006 között a Pintér Béla és Társulata tagja lett, ahol nagyon sokat tanult a színházcsinálás egészéről: az asszisztensi, dramaturgi munkák mellett hangosított és világított, szervezte a társulat életét, pályázatokat írt, tárgyalt, kellékezett és függönyt húzott. Dramaturgja és rendezőasszisztense volt olyan daraboknak, mint Darvas Benedek Gyévuska című operája, valamint A sütemények királynője és az Anyám orra című Pintér Béla műveknek. Dramaturg gyakornoki munkáit ezzel párhuzamosan 2003–2004-ben a Nemzeti Színházban végezte. 

### A Radnóti Miklós Színház dramaturgja (2006–2011)
2006–2011 között a Radnóti Miklós Színház dramaturgja olyan előadásoknál, 2007-ben mint a Valló Péter által rendezett Paul Gavault A csodagyermek című bohózata és Térey János Asztalizene című darabjának ősbemutatója Bagossy László rendezésében. Rendezőasszisztensként működött közre Stefano de Luca vendégrendező mellett Eduardo De Filippo Nápolyi kisértetek című darabjának magyarországi bemutatójában. 2008-ban dramaturgiája alapján vitte színre Kiss Csaba rendező Henrik Ibsen Solness építőmester című darabját, és dramaturgként működött közre a Szász János rendezésében színre vitt Füst Milán Boldogtalanok című darabban.
2010-ben a Radnóti Színház két általa szerzett darabot is bemutatott: a Lars von Trier műve alapján írt A Főfőnök címűt Anger Zsolt rendezésében, amelynek fordítója és dramaturgja volt, valamint a Szabó Magda meséje alapján írt Bárány Boldizsár című mesejátékot, amelyet Őri Rózsa rendezett. Dramaturgja volt Heltai Jenő Naftalin című darabjának, mely Szabó Máté rendezésében került színre, és 2011-ben dramaturgja volt George Bernard Shaw Pygmalion című színdarabjának Valló Péter rendezésében.
2012-ben mutatták be a Térey János verses regényéből közösen átdolgozott, ezért társszerzőként jegyzett Protokoll című darabot, amelyet a Színházi Kritikusok Céhe az évad legjobb új magyar drámái közé sorolt.
Az Apacsok
Ügynökök a színházban a szocializmus éveiben című szakdolgozatához a korszak színház-politikai viszonyait, a hivatalos és nem hivatalos színházi cenzúrát, a színészügynököket kutatta az  Állambiztonsági Szolgálatok Történeti Levéltárában, és ez adta az ötletet egy színdarab megírásához. Ennek szerkezeti vázlatát bemutatta Bálint Andrásnak, a Radnóti Színház akkori igazgatójának, aki Bereményi Gézát kérte fel a darab elkészítésére, a vázlat alapján a dialógusok és a jelenetek megkomponálására. A mű elkészítése kapcsán megnéztek egy ügynököknek készített oktatófilmet, átnéztek levéltári anyagokat, belügyminisztériumi aktákat. Az író által megalkotott szöveg alapján a színpadra állítást Kovács Krisztina végezte. Egy évvel később az ő forgatókönyve alapján készült el az Apacsok című film, amelynél társrendezőként is közreműködött Török Ferenc mellett. A film a 42. Magyar Filmszemle legjobb tévéfilm kategóriájában megosztott díjat kapott. A darabot hat nyelvre fordították le.

### A Vígszínháznál 2009–2016 között
2009–2016 között és 2020-tól a Vígszínház dramaturgja, 2011-ben, illetve 2020-tól vezető dramaturg, irodalmi tanácsadó.
A Radnóti Miklós Színházban végzett munkájával párhuzamosan már 2009-től dramaturgként dolgozott a Vígszínházban is, többek között az Eszenyi Enikő rendezésében színpadra állított Tracy Letts Augusztus Oklahomában és William Shakespeare Othello című tragédiájában, valamint a Szabó Máté rendezésében bemutatott Molnár Ferenc Egy, kettő, három című vígjátékban. A Vígszínház Pesti Színháza 2010-ben tűzte műsorra Hadar Galron Mikve című darabját, amelyet Parti Nagy Lajos fordítása alapján Eszenyi Enikővel együtt dolgozta át.
Galgóczi Erzsébet műve alapján írta az Egymásra nézve című darabot, amelyet Hegedűs D. Géza rendezett, és felolvasószínházként adtak elő a Pesti Színházban. Ugyancsak a Pesti Színház tűzte műsorra Eszenyi Enikő rendezésében Simon Stephens Punk Rock című színművét, amelyhez dramaturgként járult hozzá. Az ő fordítását vette alapul Szőcs Artur Nina Raine Billy világa című művének színrevitele során. Dramaturgja volt az Eszenyi Enikő rendezésében bemutatott William Shakespeare Rómaó és Júlia című művének.
Levéltári kutatásai alapján állította össze – Pataki Évával közösen – a Dokumentumok Földes Gábor életéből című előadást, amelyben az 1958-ban 34 évesen kivégzett színész-rendezőnek állít emléket.
2012-ben dramaturgja volt az Eszenyi Enikő rendezésében színre vitt A lovakat lelövik, ugye? című táncmaratonnak. Ebben az évben mutatták be Térey Jánossal közös új fordításában Bertolt Brecht Jóembert keresünk című zenés színművét Michal Dočekal rendezésében.
2012-ben vezető szerepet töltött be a Várkonyi Zoltán születésének 100. évfordulójára rendezett Várkonyi 100 konferencia megszervezésében, a család és az OSZK eddig különálló gyűjteményeit egyesítve létrehozta egy Várkonyi-archívum alapjait.
2013-ban dramaturgként vett részt a Szász János rendezésében bemutatott Sütő András Az álomkommandó című darabban, az Eszenyi Enikő rendezésében színre vitt Hanoch Levin Átutazók című komédiájában, valamint a Popfesztivál 40 című musical bemutatójában. 2014 fontosabb bemutatói voltak a Vígszínházban, amelyekben dramaturgként vett részt: a Paczolay Béla által rendezett Arany János Toldi című művének színházi változata, Gogol Revizorjának Bodó Viktor rendezte „maiasított, magyarosított tragikomédia fifti-fiftiben, két részben okosba’”, és az ő fordításában, Michal Dočekal által rendezett A Mester és Margarita.
2014-ben tagja volt a Kúria által összehívott szakértői, joggyakorlat-elemző csoportnak, amely a bírósági ítéletek szerkezetéről, stílusáról és megjelenési formájáról végzett átfogó vizsgálatot. A szakértői csoport ajánlásokat fogalmazott meg a kúriai bírák számára, és az útmutatásokat stíluskönyv elnevezésű melléklettel egészítette ki.
2015-ös bemutatói közül kiemelkedik a Valló Péter által rendezett Molnár Ferenc A testőr című komédia, valamint a Fejes Endre regénye alapján Szász János rendezésében színre vitt Presser Gábor Jó estét nyár, jó estét szerelem című zenés dráma új változata, új hangszerelésben, új dalokkal, és amelyet dramaturgként eredeti dokumentumrészletekkel, tanúvallomásokkal egészített ki. 2016-ban vígszínházi dramaturgként való közreműködései közül még bemutatásra került Valló Péter rendezésében A velencei kalmár című vígjáték, valamint Eszenyi Enikő rendezésében a Földrengés Londonban című színmű.

### Szabadúszóként 2016–2020 között
2016–2020 között „szabadúszóként” dolgozott. 2016-ban a Pécsi Nemzeti Színház által bemutatott Bertolt Brecht A szecsuáni jólélek című darabjának színpadra állításában Eörsi István és  Térey János fordítótársa volt; és a Győri Nemzeti Színház az ő átdolgozásában mutatta be Tracy Letts Augusztus Oklahomában című drámáját;. A Rózsavölgyi Szalon Arts & Café ősbemutatóként vitte színre Szabó Magda születésének 100. évfordulójára Az őz című színművet, amelyben „különösképp érdekes és szakmai szempontból kiváló megoldást alkalmazott: a képzeletből előhívott emberek legtöbbször csak egy, a színpadra állított átlátszó fehér fal mögött, mintegy árnyékként mozognak, s csak néha lépnek ki a paraván mögül”. Ugyancsak a Szalon mutatta be Déry Tibor Szerelem című művének általa készített átdolgozását, és szintén a Rózsavölgyi tűzte Magyarországon először műsorra az ő fordításában Lucy Prebble Mellékhatás című darabját.
2017-ben a Veszprémi Petőfi Színház mutatta be az ő átdolgozásában Móra Ferenc Kincskereső kisködmön című művét, és a Pécsi Nemzeti Színház az Oscar-díjas angol Anders Thomas Jensen Ádám almái című darabját az ő fordításában. Ez a színdarab még ugyanebben az évben a Radnóti Miklós Színházban is bemutatásra került. 2018-ban a tatabányai Jászai Mari Színház mutatta be Reginald Rose Tizenkét dühös ember című művét, amelyben dramaturgként működött közre. A Belvárosi Színházban volt látható Stephen Sachs Valódi hamisítvány című darabjának ősbemutatója az általa készített fordítás alapján. Ugyancsak 2018-ban tűzte műsorra a Madách Színház Valló Péter rendezésében a Woody Allen filmje alapján készült Hatalmas Aphrodité című darabot, amelynek színpadi változatát készítette el Puller István fordítása alapján.
2019-ben a Pesti Magyar Színház mutatta be Kosztolányi Dezső Pacsirta című művének általa készített átdolgozását, a Pécsi Nemzeti Színház Az elveszett Csontváry című általa írt mű ősbemutatóját tűzte műsorra, és dramaturgként működött közre a szombathelyi Weöres Sándor Színházban játszott, Terry Johnson által írt Diploma előtt című darab bemutatójánál. A Veszprémi Petőfi Színházban került a magyar közönség elé William Goldman Tortúra című pszichotrillere az ő fordításában. Dramaturgja volt a Szépművészeti Múzeumban Valló Péter által rendezett Textúra című összművészeti előadássorozatnak, ahol képzőművészet, irodalom és színház találkozott egyazon térben és időben, melyhez kortárs magyar szerzőket kértek föl, hogy írjanak új irodalmi szövegeket a múzeum gyűjteményének egy-egy inspiráló, kiemelt alkotásáról. Az elkészült műveket színművészek tolmácsolásában, öt esti előadás alkalmával mutatták be.
2020-ban a székesfehérvári Vörösmarty Színház mutatta be Hadar Galron Mikve című darabját, amelyet Eszenyi Enikővel együtt fordított, és ebben az évben volt a bemutatója a Radnóti Miklós Színházban George Bernard Shaw A szerelmesek házai című darabjának, amelyben dramaturgként működött közre.
2019-ben támogatóként írta alá 80 dramaturgkollégájával és 40 doktoranduszhallgatóval együtt azt a nyilatkozatot, amelyben kiálltak Upor László, a Színház- és Filmművészeti Egyetem megválasztott rektora mellett.
2020 márciusában csatlakozott a Vígszínház elszerződött társulati tagjainak két nyilatkozatához, amelyben Eszenyi Enikő vezetési stílusával szemben emeltek kifogást, amely hozzájárult a színházzal való szerződésük felbontásához, majd a második nyilatkozatban üdvözölték azt, hogy Eszenyi Enikő visszamondta igazgatói pályázatát, de további vizsgálatot és olyan átfogó protokoll megalkotását tartották szükségesnek, amely elkerülhetővé, orvosolhatóvá teszi a munka során felmerülő abúzusokat.

### Ismét a Vígszínháznál 2021-től
2021-ben vezető dramaturgként tért vissza a Vígszínházba, ahol ebben az évben online előadásként mutatták be szerzőként is jegyzett darabját, amelyet Durica Katarina eredeti műve alapján írt, A rendes lányok csendben sírnak címmel. A Magyar Hang című folyóiratban megjelent kritika szerint „Kiváló arányérzékkel alkalmazta színpadra Durica Katarina regényét, amelynek annyira erősen szól minden mondata, hogy a statikussága ellenére is filmszerűvé válik a három nő visszaemlékezése”. Átdolgozásában került színre Marius von Mayenburg A kő című darabja Michal Dočekal rendezésében, valamint fordítása alapján Sally Potter Party című fekete komédiája. Emellett még ebben az évben a Belvárosi Színház műsorra tűzte két David Hare műfordítását, a Szerepeink és az Amy világa címűt. 2022-ben Mary Chase Barátom, Harvey című művének általa készített átdolgozását Valló Péter rendezte, és az év fontosabb bemutatói között érdemel említést Ránki György Egy szerelem három éjszakája című zenés drámája ifjabb Vidnyánszky Attila rendezésében, melyben irodalmi munkatársként vett részt.
2023-ban az ő átdolgozásában tűzte műsorra a Pesti Színház Valló Péter rendezésében Tennessee Williams Macska a forró bádogtetőn című művét, és dramaturgja volt a Bornemisza Péter nevéhez fűződő Magyar Elektra című előadásnak. Ugyancsak ő volt a dramaturgja Presser Gábor Pinokkió című zenés darabjának. 2024-ben dramaturgként működött közre az Alföldi Róbert által rendezett, Wéber Kata által írt Egy nő anatómiája című darab színre vitelében, valamint a Jonas Petter Aronsen műve alapján általa írt Az ember, aki elvesztette az időt című, Bodó Viktor által rendezett darabban.
2025 márciusában mutatta be a Vígszínház a Valló Péterrel közösen írt színpadi változatát a Büszkeség és balítélet című Jane Austen műnek.

## Oktatói munkássága
- 2004–2010 Színház- és Filmművészeti Egyetem (drámatörténet)
- 2008–2012 Balassi Bálint Intézet (kortárs magyar dráma)
- 2011–2014, 2017 Werk filmakadémia (forgatókönyvírás)
- 2010–2015, 2017 Károli Gáspár Református Egyetem (színháztörténet, dramaturgiai gyakorlatok, kortárs magyar dráma és színház)[89]

## Főbb munkái
A Színházi Adattár adatbázisa 135 találatot ad a nevére, ebből 123 kapcsolódik színielőadásokhoz, amelyekben szerzőként, dramaturgként, társrendezőként vagy rendezőasszisztensként vett részt.

### Eredeti művei
- Az ember, aki elvesztette az időt (Róbert Júliával közösen – Jonas Petter Aronsen álnéven) bemutató: Vígszínház 2024.
- Apacsok (Bereményi Gézával közösen) bemutató: Radnóti Színház, 2009., Veszprém, 2023.
- Az elveszett Csontváry (színdarab)	bemutató: Pécsi Nemzeti Színház – 2019.
- Ha majd egyszer mindenki visszajön... – dokumentumdráma – bemutató: Vígszínház, 2014.
- Várkonyi 100 – dokumentumszínházi előadás – bemutató: Vígszínház, Házi Színpad, 2012.
- Színház és forradalom – dokumentumdráma – bemutató: Vígszínház, Házi Színpad, 2011.

### Film- és televíziós munkái
- Víg 125 (forgatókönyvíró, szerkesztő, rendező – négyrészes fikciós dokumentumfilm) – 2023.
- Pacsirta (tévéfilm forgatókönyv) – (rendezte: Paczolay Béla) – 2021.
- Te a Nap, én a Hold (nagyjátékfilm forgatókönyv – fejlesztés lezárva, nincs gyártás) – 2020.
- Jófiúk (storyliner – 4 epizód) – 2019.
- Bátrak földje (forgatókönyvíró – 3 epizód) – 2019.
- Drága örökösök (forgatókönyvíró – pilot, vezetőíró: előkészítés, 80 epizód) – 2018.
- 200 első randi (forgatókönyvíró – pilot, vezetőíró: előkészítés) – 2018.
- Korhatáros szerelem 2. évad (dramaturg – 10 epizód) – 2018.
- Korhatáros szerelem – 1. évad – vezetőíró, 13 epizód, 2017
- Terápia – 1. évad, forgatókönyvíró 8 epizód – 2012
- Apacsok – forgatókönyv (rendezte: Török Ferenc) – 2010

### Műfordításai
- Hanoch Levin: Krum – bemutató: Pesti Színház, 2023.
- Sally Potter: Party – bemutató: Pesti Színház, 2021.
- David Hare: Amy világa (Szerepeink) – bemutató: Belvárosi Színház, 2021.
- Marius von Mayenburg: A kő – bemutató: Vígszínház, Pesti Színház, 2020.
- Florian Zeller: Az apa – bemutató: Pesti Színház, 2020.
- G. B. Shaw: A szerelmesek házai (Péterfy Gergellyel közösen) – bemutató: Radnóti Színház, 2020.
- William Goldman: Tortúra – bemutató: Veszprémi Petőfi Színház, 2019.
- Stephen Sachs: Valódi hamisítvány – bemutató: Belvárosi Színház, 2018.
- William Nicholson: Visszavonulás – bemutató: 2017. Rózsavölgyi Szalon (rendezte: Valló Péter)
- Lucy Prebble: Mellékhatás – bemutató: 2016. Rózsavölgyi Szalon (rendezte: Valló Péter)
- Mike Bartlett: Földrengés Londonban (Kornis Mihállyal közösen) – bemutató: 2016. Vígszínház (rendezte: Eszenyi Enikő)
- Heather Raffo: Fátyol nélkül – bemutató: 2014. Vígszínház, Házi Színpad (rendezte: Mátyássy Áron)
- Hanoch Levin: Átutazók – bemutató: 2013. Vígszínház (rendezte: Eszenyi Enikő)
- Bertolt Brecht: Jóembert keresünk (Térey Jánossal közösen) – bemutató: 2012. Vígszínház (rendezte: Michal Dočekal)
- Nina Raine: Billy világa – bemutató: 2011 Pesti Színház (rendezte: Szőcs Artúr)
- Galron, Hadar: Mikve (Eszenyi Enikővel közösen) – bemutató: 2010. Pesti Színház (rendezte: Michal Dočekal); 2015. Tatabánya (rendezte: Gulemino Sándor)
- Lars von Trier: A Főfőnök – bemutató: Radnóti Színház (rendezte: Anger Zsolt)
- Simon Stephens: Punk Rock – bemutató: 2011 Pesti Színház (rendezte: Eszenyi Enikő)
- Highway, Tomson: Rézangyalok. Történet a hetediken. Mai kanadai drámák. szerkesztette: Upor László, Európa Könyvkiadó, Budapest, 2007
- Tom Murphy: A ház. Pogánytánc. Mai ír drámák. szerkesztette: Upor László, Európa Könyvkiadó, Budapest, 2003.

### Adaptációi
- Büszkeség és balítélet (Valló Péterrel közösen) – bemutató: Vígszínház, 2025.
- Pinokkió (Benedek Alberttel és Keresztes Tamással közösen) – bemutató: Vígszínház, 2023.
- A két Lotti (színpadi adaptáció) – bemutató: Petőfi Színház, Veszprém – 2021.
- A rendes lányok csendben sírnak (színpadi adaptáció Durica Katarina regényéből) bemutató: Vígszínház, Házi Színpad – 2021.
- A szerelmesek házai (átirat Bernard Shaw Widowers’ Houses című drámája nyomán) bemutató: Radnóti Színház – 2020.
- Pacsirta (regényadaptáció Kosztolányi Dezső regénye alapján) bemutató: Pesti Magyar Színház – 2019.
- Az égigérő fű (az azonos című film színpadi változata) bemutató: Petőfi Színház, Veszprém – 2019.
- Hatalmas Aphrodité (színpadi változat Woody Allen filme alapján) bemutató: Madách Színház – 2018.
- Ádám almái (az azonos című film színpadi változata) bemutató: Pécsi Nemzeti Színház – 2017.
- Kincskereső kisködmön (színpadi változat Móra Ferenc regényéből) bemutató: Veszprémi Petőfi Színház – 2017.
- Az őz (Szabó Magda regénye nyomán)	bemutató: Rózsavölgyi Szalon – 2016.
- Szerelem (Makk Károly filmje alapján) bemutató: Rózsavölgyi Szalon – 2016.
- A lovakat lelövik, ugye? (adaptáció Kornis Mihállyal közösen) bemutató: Vígszínház – 2012.
- Protokoll (színpadi változat Térey Jánossal közösen) bemutató: Radnóti Színház – 2011.
- A Főfőnök (az azonos című film színpadi változata) bemutató: Radnóti Színház – 2010.
- Bárány Boldizsár (Szabó Magda verses meséje nyomán) bemutató: Radnóti Színház – 2010.

### Főbb dramaturgiai munkái
- Jane Austen: Büszkeség és balítélet (dramaturg) – 2024/2025
- Wéber Kata: Egy nő anatómiája (dramaturg) – 2024/2025
- Jonas Petter Aronsen nyomán: Az ember, aki elvesztette az időt (szerző, dramaturg) (2024/2025)
- Schwajda György: Csoda (dramaturg) – 2023/2024
- Presser Gábor: Pinokkió (dramaturg) – 2023/2024
- Bornemisza Péter: Magyar Elektra (dramaturg) – 2023/2024
- Tennessee Williams: Macska a forró bádogtetőn (dramaturg) – 2022/2023
- Hanoch Levin: Krum (fordítás, dramaturg) – 2023/2024
- Bodó Viktor–Sibylle Meyer–Róbert Júlia: A kastély (dramaturg) – 2022/2023
- Cseh Dávid: Szélvész után is szép vagy (dramaturg-konzultáns) – 2021/2022
- Stephen Sachs: Valódi hamisítvány (fordítás, dramaturg) – 2021/2022
- Mary Chase: Barátom, Harvey (átdolgozás, dramaturg) – 2021/2022
- Sally Potter: Party (fordítás, dramaturg)  – 2021/2022
- Marius von Mayenburg nyomán: A kő (átdolgozás, dramaturg) – 2021/2022
- Durica Katarina nyomán: A rendes lányok csendben sírnak (átdolgozás, dramaturg) – 2020/2021
- David Hare: Amy világa (fordító, dramaturg) – 2021/2022
- David Hare: Szerepeink (fordító, dramaturg) – 2020/2021
- Florian Zeller: Az apa (dramaturg) – 2020/2021
- George Bernard Shaw: A szerelmesek házai (dramaturg) – 2019/2020
- Kosztolányi Dezső nyomán: Pacsirta (átdolgozás, dramaturg) – 2019/2020
- Terry Johnson: Diploma előtt (dramaturg) – 2018/2019
- Reginald Rose: Tizenkét dühös ember (dramaturg) – 2017/2018
- Stephen Sachs: Valódi hamisítvány (dramaturg) – 2017/2018
- William Nicholson: Visszavonulás (Dramaturg, Fordító) – 2017/2018
- Bertolt Brecht: Jóembert keresünk (Fordító) – 2017/2018
- Anders Thomas Jensen: Ádám almái (Színpadi Változat) – 2017/2018
- Móra Ferenc: Kincskereső Kisködmön (Színpadi Változat) – 2017/2018
- Tracy Letts: Augusztus Oklahomában (Átdolgozó) – 2016/2017
- Szabó Magda: Az őz (Dramaturg) – 2016/2017
- Lucy Prebble: Mellékhatás (Fordító, Dramaturg) – 2016/2017
- Déry Tibor – Makk Károly: Szerelem (Dramaturg, Színpadi Változat) – 2015/2016
- Mike Bartlett: Földrengés Londonban (Dramaturg) – 2015/2016
- William Shakespeare: A velencei kalmár (Dramaturg) – 2015/2016
- Fejes Endre – Presser Gábor: Jó estét nyár, jó estét szerelem (Dramaturg) – 2015/2016
- Hadar Galron: Mikve (Színpadi Változat) – 2014/2015
- Molnár Ferenc: A testőr (Dramaturg) – 2014/2015
- Mihail Bulgakov: A Mester és Margarita (Dramaturg) – 2014/2015
- Heather Raffo: Fátyol nélkül (Fordító, Dramaturg) – 2014/2015
- Ha majd egyszer mindenki visszajön… (Dramaturg) – 2014/2015
- Arany János: Toldi (Dramaturg) – 2013/2014
- Heltai Jenő – Johann Nepomuk Nestroy: Lumpáciusz Vagabundusz (Dramaturg) – 2013/2014
- Nyikolaj Vasziljevics Gogol: A revizor (Dramaturg) – 2013/2014
- Sütő András: Az álomkommandó (Dramaturg) – 2013/2014
- Presser Gábor – Adamis Anna: Popfesztivál 40 (Dramaturg) – 2013/2014
- Hánoch Levin: Átutazók (Dramaturg) – 2012/2013
- Bertolt Brecht: Jóembert keresünk (Dramaturg) – 2012/2013
- Horace Mccoy: A lovakat lelövik, ugye? (Dramaturg) – 2011/2012
- Térey János – Kovács Krisztina: Protokoll (Író) – 2011/2012
- Nina Raine: Billy világa (Fordító) – 2011/2012
- Simon Stephens: Punk Rock (Dramaturg) – 2011/2012
- William Shakespeare: Rómeó és Júlia (Dramaturg) – 2010/2011
- Bernard Shaw: Pygmalion (Dramaturg) – 2010/2011
- Erdős Virág: Kalocsa (Konzultáns) – 2010/2011
- Lars Von Trier: A Főfőnök (Dramaturg) – 2010/2011
- Hadar Galron: Mikve (Dramaturg) – 2010/2011
- Heltai Jenő: Naftalin (Dramaturg) – 2009/2010
- Carl Sternheim: A bugyogó (Dramaturg) – 2009/2010
- Szabó Magda: Bárány Boldizsár (Dramaturg, Szinpadra Alkalmazta) – 2009/2010
- Füst Milán: Boldogtalanok (Dramaturg) – 2009/2010
- Molnár Ferenc: Az ibolya (Dramaturg) – 2009/2010
- Molnár Ferenc: Egy, kettő, három (Dramaturg) – 2009/2010
- Evelyne De La Cheneliere: Eper januárban (Dramaturg) – 2009/2010
- William Shakespeare: Othello (Dramaturg) – 2009/2010
- Eugene O'neill: Utazás az éjszakába (Dramaturg) – 2008/2009
- Bereményi Géza – Kovács Krisztina: Apacsok (Író) – 2008/2009
- Tracy Letts: Augusztus Oklahomában (Dramaturg) – 2008/2009
- Pintér Béla: Anyám orra (Dramaturg, Dramaturg) – 2005/2006
- Pintér Béla: A sütemények királynője (Dramaturg) – 2004/2005

## Publikációi

### Megjelent írásai
- Kovács Krisztina: A színész, mint megfigyelő. A cenzúra működése és a hatalomgyakorlás szintjei a magyarországi kőszínházakban 1956 és 1962 között, A 20. századi magyar színháztörténeti kánon alakulása (Szerk. Jákfalvi Magdolna, Bp., Balassi - SZFE, 2011.) című kötetben
- Kovács Krisztina: A cenzúra működése és a hatalomgyakorlás szintjei a magyarországi kőszínházakban 1956 és 1962 között (tanulmány) In.: A 20. századi magyar színháztörténeti kánon alakulása. Szerk.: Jákfalvi Magdolna, Balassi Kiadó, Bp. 2011.
- Krisztina Kovács: No Man’s Land: Béla Pintér and Company (tanulmány) A Shabby Paradise – Contemporary Hungarian Theatre, ITI. Bp., 2004.
- Kovács Krisztina: Rabkin, Gerald: Félreolvasás játéka. Szöveg/színház/dekonstrukció (fordítás) Theatron. V. évfolyam, 2. szám
- Kovács Krisztina: Kalina Sztefanova: A dél-afrikai színház (fordítás). Világszínház 2000/5-6. p. 38–39[91]
- Kovács Krisztina: Mark Robinson: Robert Wilson berlini triptichonja (fordítás). Világszínház 2000/3. p. 1-3.[92]
- Kovács Krisztina: Levél az írónak (kritika), Echo, 1999.[93]
- Kovács Krisztina: Nagy regény a kis színpadon (előzetes), RADNÓTI szín LAPJA, 2006.[94]
- Kovács Krisztina: Jane Eyre (előzetes), RADNÓTI szín LAPJA, 2006.[95]
- Kovács Krisztina: Trógerolás Dobozy Imre: Villanegra, Pécsi Nemzeti Színház[96]
- Dedinszky Zsófia–Kovács Krisztina: Véres verítékkel – Kortárs drámák nemzetközi fesztiválja[97]
- Kovács Krisztina: Howard Barker: Győzelem (Victory. Choice in Reaction, 1983) (ismertető)[98]
- Kovács Krisztina: Howard Barker: A boncnok (He Stumbled, 2000) (ismertető)[99]
- Kovács Krisztina: Gregory Motton: Ha – újból – rád nézek (Looking at You (revived) Again, 1989)[100]
- Kovács Krisztina: Világítótorony (kétrészes drámafoglalkozás) Drámapedagógiai Tanári Segédkönyv, Bp., 1997. (2. kiadás: 2003)
- Kovács Krisztina: Házirendetlenség (esettanulmány). Házirend(szer)váltás. Állampolgári technikák az iskolában Bp., 1995.
- 1997 és 2002 között kritikák, interjúk, drámaszinopszisok az alábbi lapokban: Világszínház, Criticai Lapok, Zsöllye, Hajónapló, Echo, Pécsi Campus.

### Szerkesztőként végzett munkái
- Durica Katarina: Városi rókák – story editor (2020)
- Cecelia Ahern: Ahol a szívárvány véget ér, Athenaeum – szerkesztő (2008)
- Európa Könyvkiadó – szerkesztői munkák, recenziók (2004–2005)
- Környezetkultúra Lapkiadói Kft. – olvasószerkesztő, korrektor (2003–2004)
- Tájak–Korok–Múzeumok Kiskönyvtára – szerkesztő, korrektor (2000–2001)
- Echo, Pécsi Kritikai Szemle – színházi rovatvezető, kritikus (1999–2000)

## Díjai, elismerései
- 2024: Roboz Imre-díj[101]
- 2003: Köztársasági ösztöndíj
- 1999: Magyar Egyetemista Sajtóegyesület: „Év írása 1999” Díj kritika kategóriában